# 柯士甸道

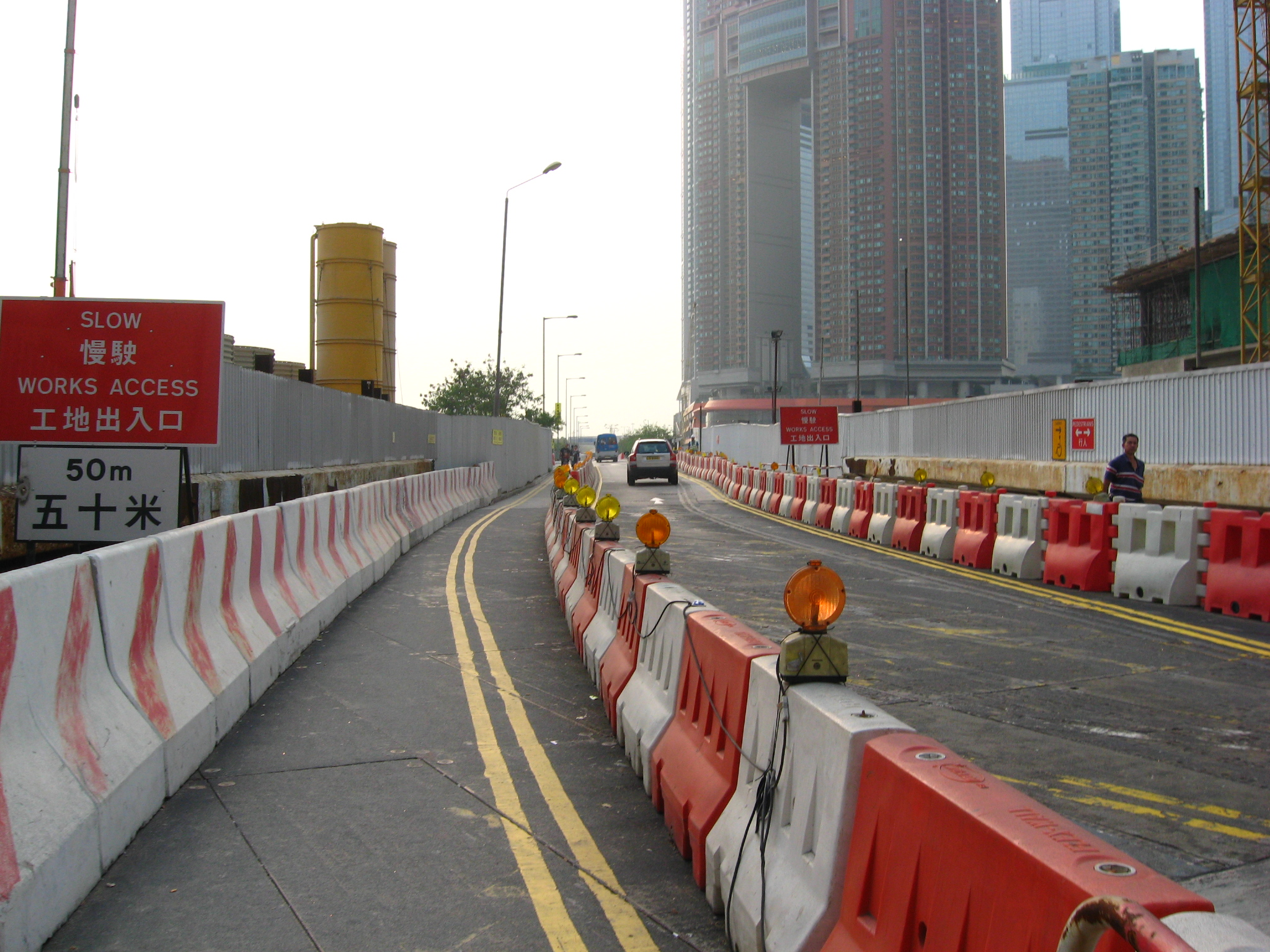
柯士甸道西

柯士甸道（オースティンロード、英語: Austin Road）は、香港の尖沙咀の主要な道路の一つである。尖沙咀と佐敦の境界線でもある。東西方向に走る道路である。1870年代に道路が作られた。ネイザンロードや広東道と接している。1868年から1879年に渡り香港の政務司司長を務めたジョン・ガーディナー・オースティンにちなんで名付けられた。1998年には柯士甸道西という、新しい道路も整備された。

## その他
- 佐敦道